# 266 Aline
266 Aline este un asteroid din centura principală care a fost descoperit la 17 mai 1887 de astronomul Johann Palisa la Viena, Austria.

## Caracteristici
Cu un diametru mediu de circa 109,09 km, asteroidul 266 Aline prezintă o orbită caracterizată de o semiaxă majoră egală cu 2,8042525 UA și de o excentricitate de 0,1573873, înclinată cu 13,39040° în raport cu ecliptica.

## Denumirea asteroidului
Asteroidul a fost dedicat Lindei („Aline”) Weiss, fiica directorului Observatorului din Viena Edmund Weiss.